# Stipa petraea
Stipa petraea är en gräsart som beskrevs av Joyce Winifred Vickery. Stipa petraea ingår i släktet fjädergrässläktet, och familjen gräs. Inga underarter finns listade i Catalogue of Life.